# Mešita Ajdar Kadi
Mešita Ajdar Kadi (makedonsky Ајдар-кади џамија, turecky Gazi Haydar Kadi Cami) se nachází v severomakedonském městě Bitola. Jedná se o kulturní památku. Mešita se nachází nedaleko ovčího trhu (Овчи пазар) a zájezdního hostince (hanu) Deboj ve staré části města.
Mešita byla budována v letech 1561 až 1563 z rozhodnutí místního soudce (kadija) Ajdara, podle něho nese své jméno. Navrhli ji stavitelé školy tureckého stavitele Mimara Sinata, známá je též jako Balkánská princezna. Mešita má čtvercový půdorys, velikou kupoli vysokou 19 metrů a vstupní bránu. Jako jediná mešita na území Severní Makedonie má dva minarety. Mešita má velmi jednoduše provedený interiér, který i přes rekonstrukci provedenou v letech 1960 až 1961 byl po dlouhou dobu značně poškozen. Na přelomu 20. a 21. století byla mešita opětovně renovována za pomoci finančních prostředků, které poskytlo Turecko.